# Десантно-транспортний вертоліт

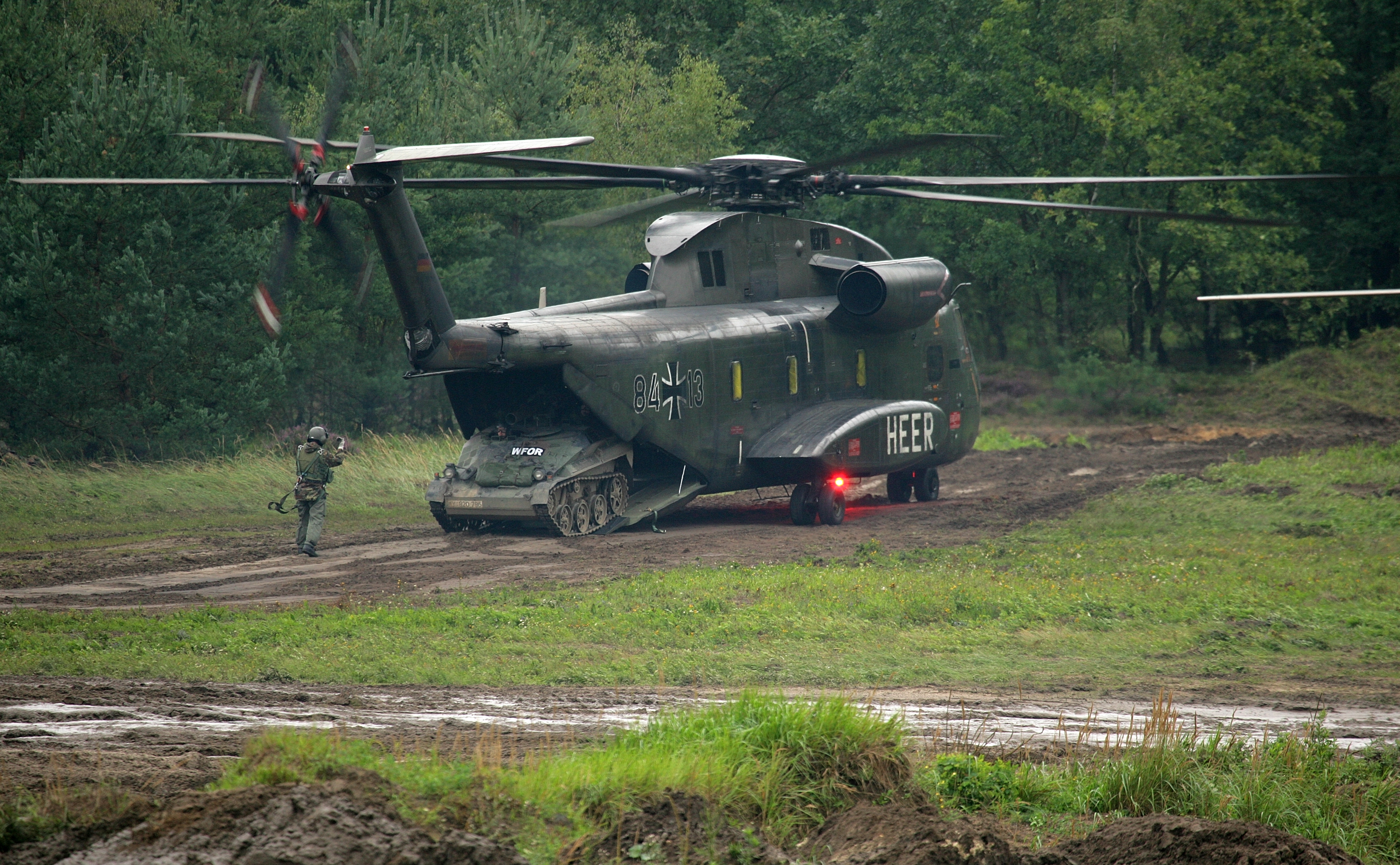
Вивантаження бойової машини десанту «Візель» CH-53G. Навчання Бундесвера. 3 вересня 2010

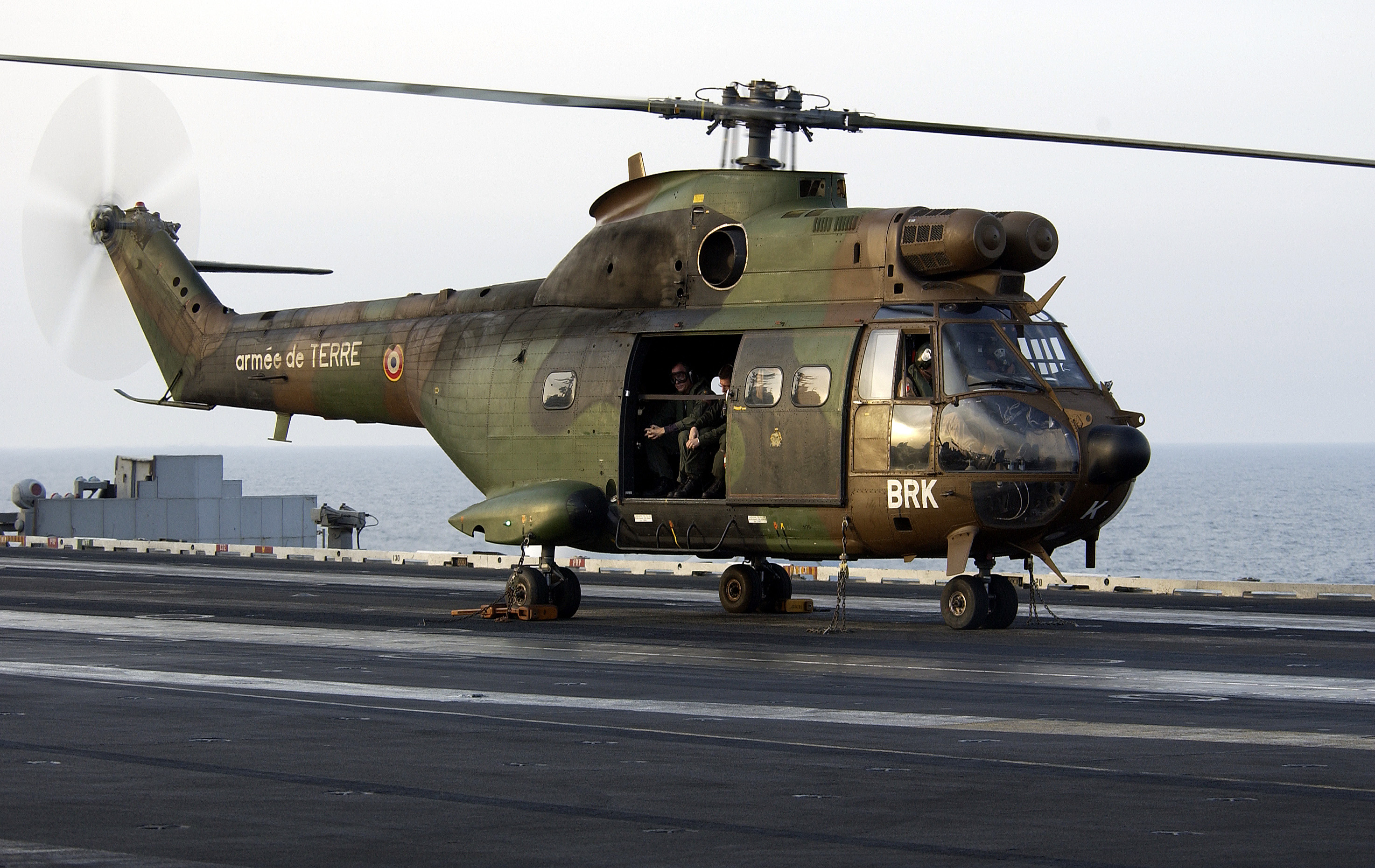
Французький транспортно-десантний вертоліт SA 330 «Пума»

Десантно-транспортний вертоліт, транспортно-десантний гелікоптер — бойовий вертоліт головним призначенням якого є виконання різнорідних завдань, а саме: перевезення, десантування та медичної евакуації військовослужбовців на поле бою. Вертольоти такого типу активно використовуються для виконання різнорідних завдань — транспортних, евакуаційних, протипожежних, десантних тощо. Вони, як правило, здатні перевозити особовий склад всередині кабіни літального апарата, а також вантажі у середині фюзеляжу чи на зовнішній підвісці.

## Сучасні транспортно-десантні вертольоти
- Eurocopter AS332 Super Puma
- Sikorsky SH-3 Sea King
- Sikorsky CH-124 Sea King
- Boeing Vertol CH-46 Sea Knight
- Sikorsky SH-60 Seahawk
- Boeing CH-47 Chinook
- Eurocopter EC135
- Eurocopter AS350
- Airbus Helicopters EC175
- Changhe Z-18
- Мі-4
- Мі-6
- Мі-8
- Мі-38
- Мі-17
- Мі-171
- NHIndustries NH90
- Eurocopter EC725 Cougar
- Westland Sea King
- AgustaWestland AW159 Wildcat

## Галерея

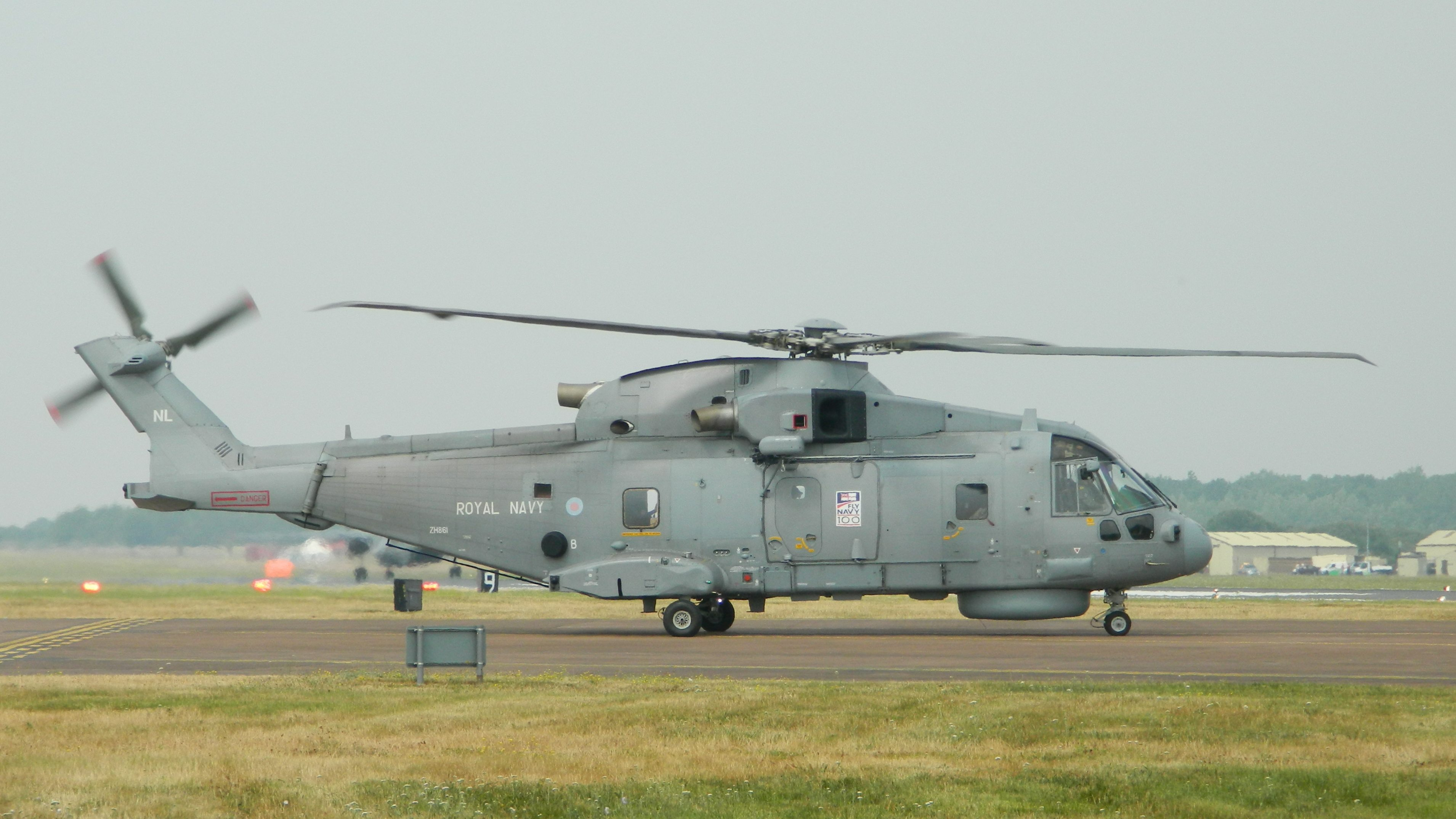
AgustaWestland AW101 Королівського військово-морського флоту Великої Британії на військово-повітряній базі Фейрфорд. 22 липня 2013
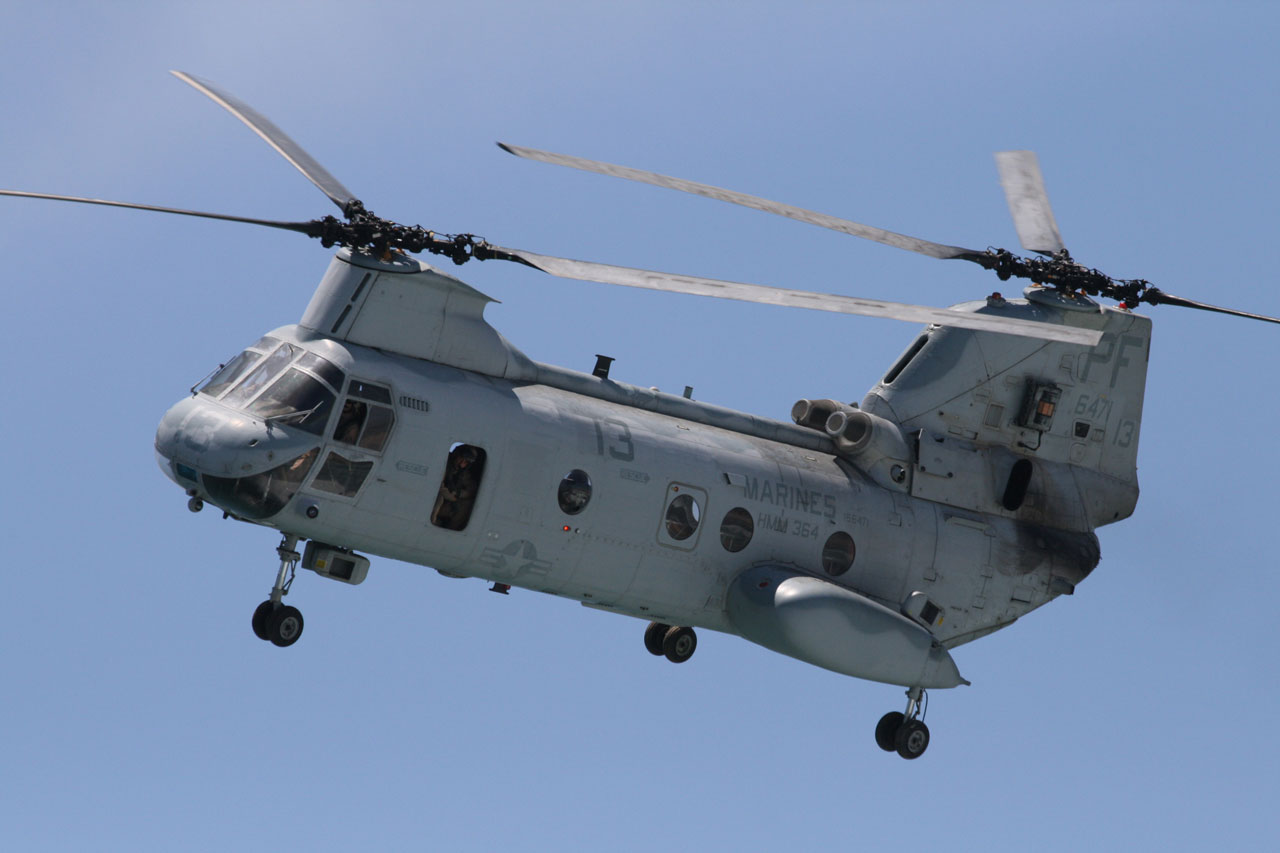
Середній транспортний вертоліт CH-46 «Сі Найт» американської морської піхоти понад Гантінґтон-Біч. Каліфорнія
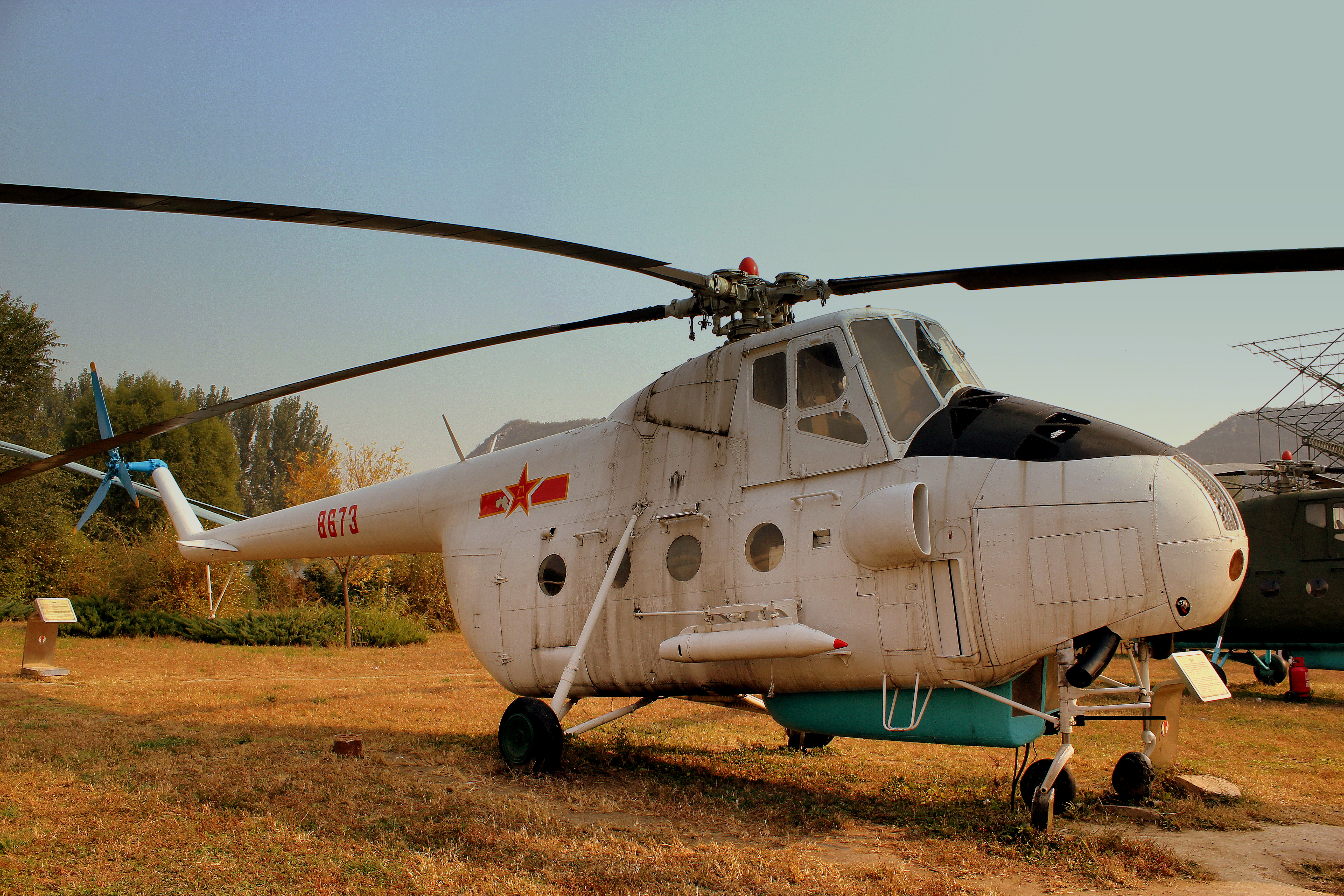
Harbin Z-5 китайських ВПС
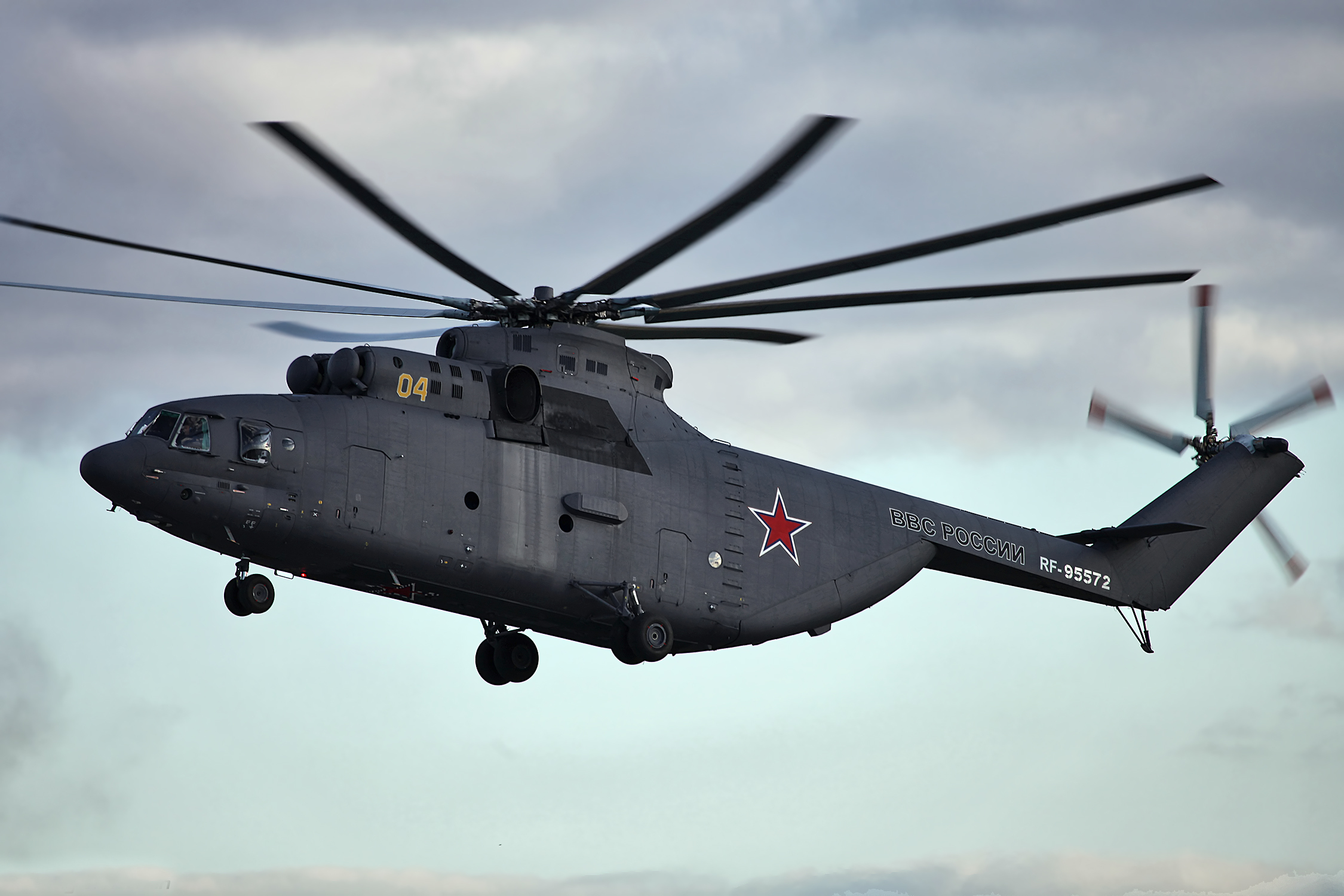
Мі-26 російських військово-повітряних сил. 27 серпня 2013
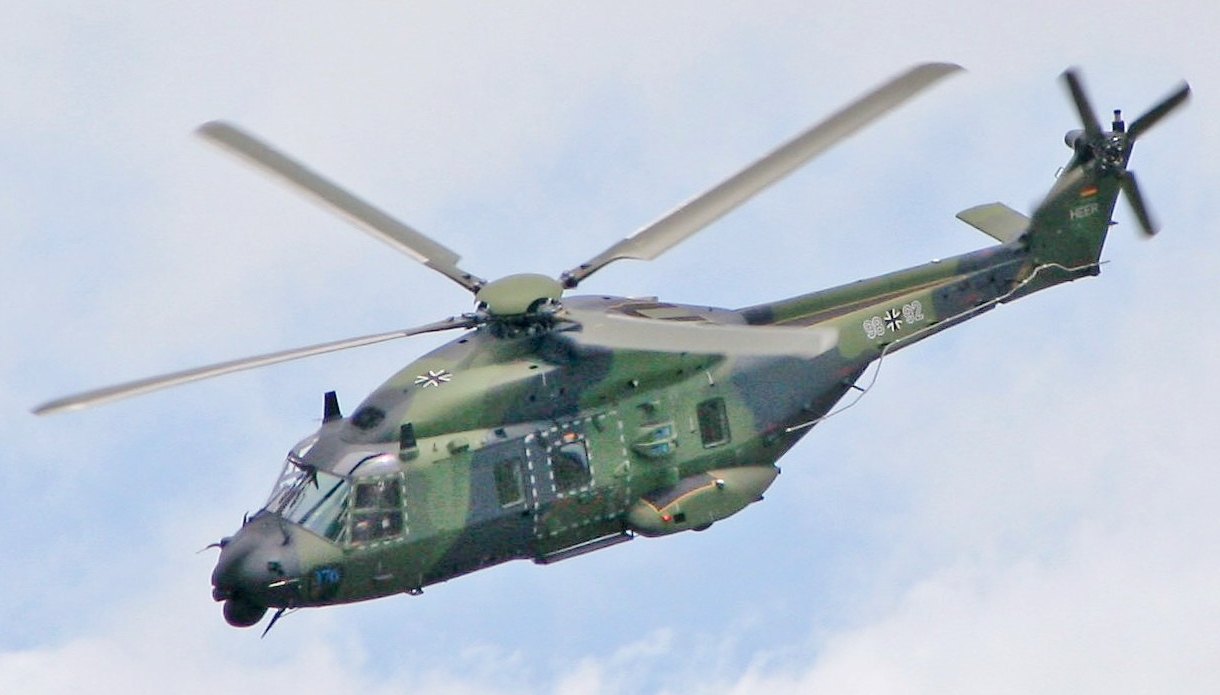
NHI NH90 Бундесвера
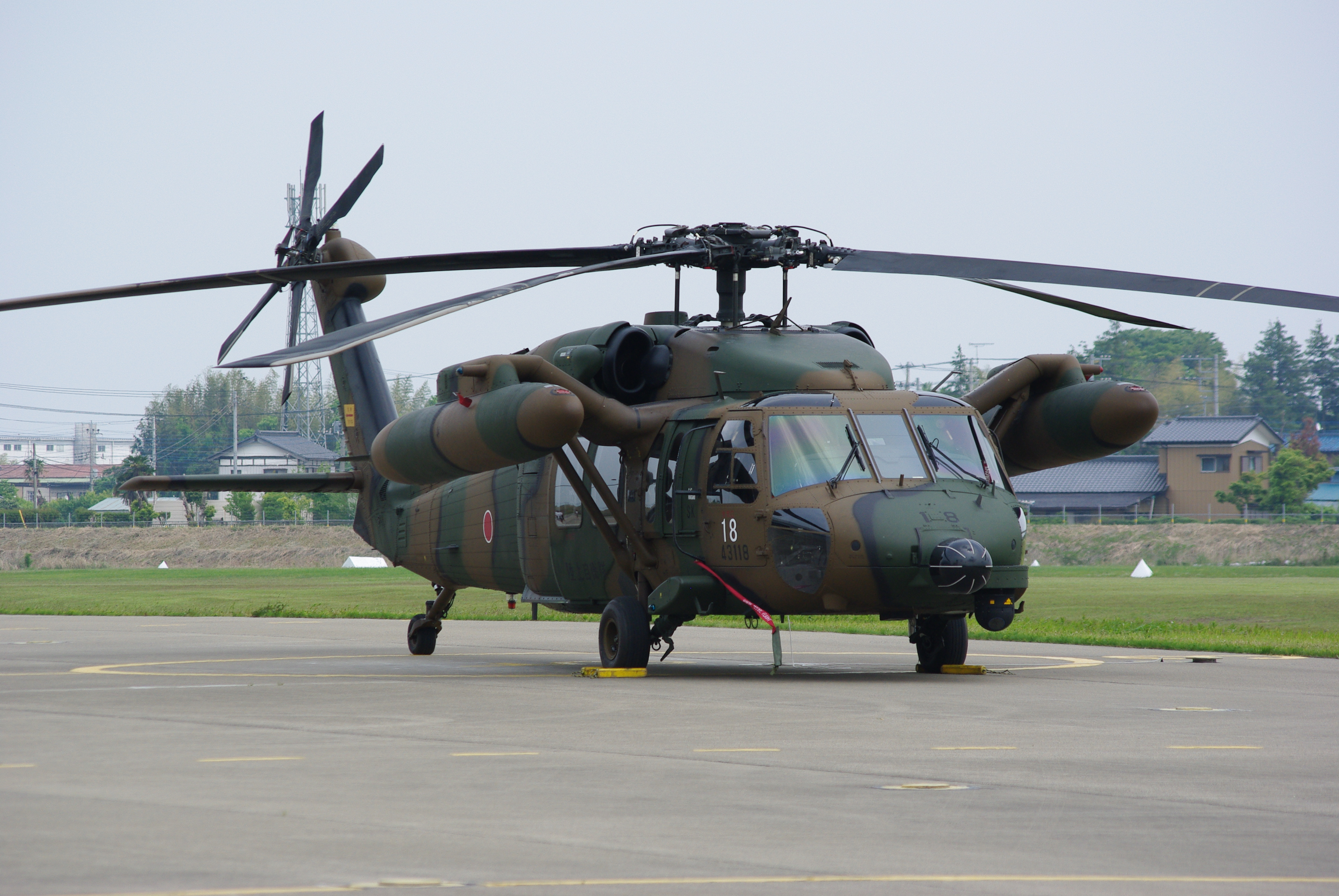
Японський бойовий транспортно-десантний гелікоптер UH-60JA